# 2014년 방글라데시 총선
2014년 방글라데시 총선은 2014년 1월 5일 국회인 자티요 상샤드의 임기가 만료되기 90일 전에 선거가 실시되어야 한다는 헌법에 따라 치러졌다. 이번 선거는 야권의 보이콧에 따라 논란이 있으며 이에 따라 여당인 아와미 연맹이 압승을 선언했다. 선거날에만 21명 정도가 사망했다.

## 배경
2013년 전반에 걸쳐 방글라데시 민족주의당과 18개에 달하는 야권은 세 차례 총리를 지낸 야권 지도자 칼레다 지아 주도로 85일 넘게 전국적인 총 투쟁을 벌였다. 야권의 요구는 여당 아와미 연맹이 헌법을 개정하고 1월 24일 5년 임기가 끝난 이후에 국회를 해산하며 이후 초당파 정부를 설립하는 것으로 1월 5일 선거를 치러 준비함에 있어 선거 위원회가 정당의 준비, 관리 및 감독이 이뤄지도로 하는 것이었다. 시기 상 대부분의 요건이 충족되기 어려웠기 때문에 거의 대부분의 정당이 선거 일정을 거부했다. 현재 총리인 셰이크 하시나는 과도정부내각 구성을 위해 모든 정당이 참여하는 구도를 제안했으나 야당 측이 거부했다.

## 날짜
9대 국회의 임기가 2014년 1월 24일 종료됨에 따라 방글라데시헌법 123조가 명시한대로 90일 이내 즉, 2013년 10월 26일-2014년 1월 24일 사이에 선거가 치러져야 했다. 2013년 11월 25일, 방글라데시 선거위원회는 총선이 1월 5일 열릴 것이라 발표했다.
선거 전에 수많은 시위가 전국적으로 발생했다.

## 거부
시위와 항의, 소요 등이 계속해서 진행되었고 18개의 야권 연맹은 불공정 조건을 들어 총선 거부를 공식화했다. 2013년 12월 3일, 전 대통령이 이끄는 자티야 당의 후세인 무하메드 에르샤드 또한 보이콧 의사를 밝혔다. 유럽 연합 대표단이 민족주의당 대표인 칼레다 지아를 만나 선거참여 및 시위 및 소요 중단을 촉구했다.

### 시위 및 폭력사태
2013년 12월 4일 밤 자티야 당의 어샤드는 서너 거부로 안보 병력이 그의 집을 포위하자 자살하겠다며 맞섰다. 12월 13일에 그는 체포되어 군병원으로 이송됐으며 이는 그가 직접 요청한 것이라고 한다. 칼레드 지아 대표 또한 12월 29일 이후 가택 연금 상태에 놓였다. 방글라데시 군 병력이 전국적으로 배치되었으며 이는 선거위원회의 요청에 따른 것이어서 1월 9일까지 수많은 병력이 거리에 머물렀다.
12월 13일 자마트-에 이슬라미의 압둘 카데르 몰라가 방글라데시 독립 전쟁 당시 이슬람 세력과 독립전쟁을 방해했다는 이유로 처형됐다. 여권 활동가 2명이 칼에 찔려 사망했고 자마트 측의 화동가들이 기차역을 화염병 테러하고 도로를 막았다. 충돌 과정 중 여러 명이 사살됐으며 야권연맹은 12월 15일 총 투쟁을 결의하기에 이르렀다.
12월 29일 수도 다카로 민주주의를 위한 행진이 경찰 당구의 금지 가운데 시도됐으며 선거에 반대하는 시위를 게시했다. 이에 칼레드 지아 측은 정부가 독선적이며 물러나야 한다고 말했다. 여당 및 야당 지지자들 및 경찰 병력 가운데에서도 다카 중심부에서 사망 및 부상자가 나타났다. 방글라데시 민족주의당은 지아 측이 행진 참여를 위해 나가는 차량 운영이 거부되자 경찰 측을 비난하고 나섰다. 여러 활동가들이 경찰 제지로 거리 행진을 하지 못했다. 방글라데시 대법원 앞에서는 경찰이 시위자에게 뜨거운 색소수를 뿌리고 나섰다. 총리인 셰이크는 야권의 집회 및 시위참여권은 존중하지만 시민들의 피해가 나타나지 않게 해야 한다고 말했다. 야권 운동가들은 철도 탈선을 종용하였고 3명이 사망했으며
12월 30일 18개 야권 연합이 무기한 투쟁을 결의하면서 전국적으로 도로, 선로, 철로 등을 막겠다고 발표했으며 이는 예저된 선거 진행을 막기 위해서였다. 전국적으로 민주주의를 위한 행진 시위가 불허되자 이 결의를 발표했으며 총 투쟁은 1월 4일~6일 동안 열릴 예정이었다.
1월 3일과 4일 동안 야권 활동가들이 여러 투표소를 습격하고 파괴하여 전국적으로 100여 곳의 투표소가 화재 피해를 입었다.

## 결과
여당 아와미 연맹이 압승을 거둠 154석의 비경쟁 의석 중 127석을 차지했다. 야권이 참여하지 않아 비경쟁 의석이었던 154 의석 중 자티야 당이 20석, 노동자당과 자티야 당(만주)이 각각 1석 등을 얻었다.
폭력 사태와 야권 보이콧으로 인해 투표율은 40% 정도에 머물렀다. 147석 중 139석의 선거 결과가 발표됐고 이 중 105석이 아와미 연맹, 자티야 당(13석), 노동자당(4석), 민족주의당(1석), 타리캇 연합(1석) 등으로 집계됐다. 다른 8개 선거구는 폭력 사태로 중지돼 재선거가 명령됐다. 신임 의원은 1월 9일 임기를 시작했다.
| 정당                          | 득표수     | %     | 의석 | +/– |
| ----------------------------- | ---------- | ----- | ---- | --- |
| 아와미 연맹                   | 36,173,883 | 79.14 | 231  | 1   |
| 자티야당                      | 5,167,698  | 11.31 | 33   | 10  |
| 방글라데시 노동자당           | 939,581    | 2.06  | 6    | 4   |
| 자티야 사마지탄트리크당       | 798,644    | 1.75  | 5    | 2   |
| 방글라데시 민족주의당         |            |       | 1    |     |
| Jatiya Party (Manju)          |            |       | 1    |     |
| Bangladesh Tarikat Federation |            |       | 1    |     |
| 무소속                        |            |       | 15   | 13  |
| 재선거 명령                   | –          | –     | 8    | –   |
| 무효                          |            | –     | –    | –   |
| 총계                          | 47,262,168 | 100   | 300  | 0   |
| 총 유권자수                   | 92,007,113 | 51.37 | –    | –   |
| 출처: Dhaka Tribune           |            |       |      |     |

### 반응
선거 결과가 밝혀진 후에 하시나 총리는 보이콧이 선거의 유효성 자체에 의문을 제기하지는 않을 것이며 국민들이 참여했고 다른 정당도 참여했다고 말했다. 그녀는 칼레드 지아에게도 참여를 요청했고 야당과 함께 일하기 위해 시도했음을 강조했다. 정보부 하나술 하크 이누는 사람들이 폭력 사태를 비난했다는 것이 중요하다고 말했지만 민족주의당 부대표 샴세르 초우드리는 낮은 투표율 자체가 새 선거를 원하는 상황을 말하는 것이라고 말했다.
하지만 유엔 사무총장 반기문은 양당 모두를 질타했으며 의미 있는 대화를 재개하여 방글라데시 국민의 필요와 어려움을 정치적으로 해결해야 한다고 비판했다.